# Centropyge
Genre
Centropyge est un genre de poissons de la famille des Pomacanthidae.
Appelés plus communément poissons-anges nains ou pygmées, ces poissons ne dépassent jamais plus de 15 cm dans la nature. Les espèces du genre Centropyge ont été observées dans l'océan Pacifique, l'océan Indien et l'océan Atlantique.

## Reproduction et dimorphisme sexuel
Tous les poissons-anges nains sont d'abord indifférenciés sexuellement, ils deviennent des femelles qui se transforment en mâles sous des stimuli de croissance et sociaux, une condition appelée hermaphrodisme successif.  Les espèces du genre Centropyge vivent en harem ou en groupe faits d'un mâle et de plusieurs femelles. Quand le mâle est enlevé de ce harem, l'une d'elles se convertira en mâle.

## Liste des espèces
| Selon ITIS (20 avril 2014) : - Centropyge acanthops — poisson-ange nain africain (Norman, 1922) - Centropyge argi — poisson-ange nain à tête jaune (Woods et Kanazawa, 1951) - Centropyge aurantia — poisson-ange nain doré (Randall et Wass, 1974) - Centropyge aurantonotus — poisson-ange nain à dos jaune (Burgess, 1974) - Centropyge bicolor — poisson-ange nain à deux bandes ou poisson-ange nain bicolore (Bloch, 1787) - Centropyge bispinosa — poisson-ange nain à deux épines (Günther, 1860) - Centropyge boylei (Pyle et Randall in Pyle, 1992) - Centropyge colini — poisson-ange nain à dos bleu (Smith-Vaniz et Randall, 1974) - Centropyge debelius — poisson-ange nain bleu de Maurice (Pyle, 1990) - Centropyge eibli — poisson-ange nain de Eibl (Klausewitz, 1963) - Centropyge ferrugata — poisson-ange nain rouille (Randall et Burgess in Burgess et Axelrod, 1972) - Centropyge fisheri — poisson-ange nain d'Hawaï (Snyder, 1904) - Centropyge flavicauda — poisson-ange nain à queue blanche (Fraser-Brunner, 1933) - Centropyge flavipectoralis — poisson-ange nain à nageoires jaunes (Randall et Klausewitz, 1977) - Centropyge flavissima — poisson-ange nain citron (Cuvier in Cuvier et Valenciennes, 1831) - Centropyge heraldi — poisson-ange nain de Herald (Woods et Schultz in Schultz, Herald, Lachner, Welander et Woods, 1953) - Centropyge hotumatua — poisson-ange nain de l'île de Pâques (Randall et Caldwell, 1973) - Centropyge interruptus — poisson-ange nain japonais (Tanaka, 1918) - Centropyge joculator — poisson-ange nain de l'île Cocos (Smith-Vaniz et Randall, 1974) - Centropyge loricula — poisson-ange nain flamme (Günther, 1874) - Centropyge multicolor — poisson-ange nain multicolore (Randall et Wass, 1974) - Centropyge multifasciata (Smith et Radcliffe, 1911) - Centropyge multispinis — poisson-ange nain brun (Playfair in Playfair et Günther, 1867) - Centropyge nahackyi — poisson-ange nain de Nahacky (Kosaki, 1989) - Centropyge narcosis — poisson-ange nain de profondeur (Pyle et Randall, 1993) - Centropyge nigriocella — poisson-ange nain à trois yeux (Woods et Schultz in Schultz, Herald, Lachner, Welander et Woods, 1953) - Centropyge nox — poisson-ange nain de minuit (Bleeker, 1853) - Centropyge potteri — poisson-ange nain de Potter (Jordan et Metz, 1912) - Centropyge resplendens — poisson-ange nain resplendissant (Lubbock et Sankey, 1975) - Centropyge shepardi — poisson-ange nain de Shepard (Randall et Yasuda, 1979) - Centropyge tibicen — poisson-ange nain trou de serrure (Cuvier in Cuvier et Valenciennes, 1831) - Centropyge venustus (Yasuda et Tominaga, 1969) - Centropyge vrolikii — poisson-ange nain à écailles perlées (Bleeker, 1853) | Selon World Register of Marine Species (20 avril 2014) : - Centropyge abei Allen, Young & Colin, 2006 - Centropyge acanthops (Norman, 1922) - Centropyge argi Woods & Kanazawa, 1951 - Centropyge aurantia Randall & Wass, 1974 - Centropyge aurantonotus Burgess, 1974 - Centropyge bicolor (Bloch, 1787) - Centropyge bispinosa (Günther, 1860) - Centropyge boylei Pyle & Randall, 1992 - Centropyge colini Smith-Vaniz & Randall, 1974 - Centropyge debelius Pyle, 1990 - Centropyge deborae Shen, Ho & Chang, 2012 - Centropyge eibli Klausewitz, 1963 - Centropyge ferrugata Randall & Burgess, 1972 - Centropyge fisheri (Snyder, 1904) - Centropyge flavicauda Fraser-Brunner, 1933 - Centropyge flavipectoralis Randall & Klausewitz, 1977 - Centropyge flavissima (Cuvier, 1831) - Centropyge heraldi Woods & Schultz, 1953 - Centropyge hotumatua Randall & Caldwell, 1973 - Centropyge interrupta (Tanaka, 1918) - Centropyge joculator Smith-Vaniz & Randall, 1974 - Centropyge loricula (Günther, 1874) - Centropyge multicolor Randall & Wass, 1974 - Centropyge multispinis (Playfair, 1867) - Centropyge nahackyi Kosaki, 1989 - Centropyge narcosis Pyle & Randall, 1993 - Centropyge nigriocella Woods & Schultz, 1953 - Centropyge nox (Bleeker, 1853) - Centropyge potteri (Jordan & Metz, 1912) - Centropyge resplendens Lubbock & Sankey, 1975 - Centropyge shepardi Randall & Yasuda, 1979 - Centropyge tibicen (Cuvier, 1831) - Centropyge venusta (Yasuda & Tominaga, 1969) - Centropyge vrolikii (Bleeker, 1853) |

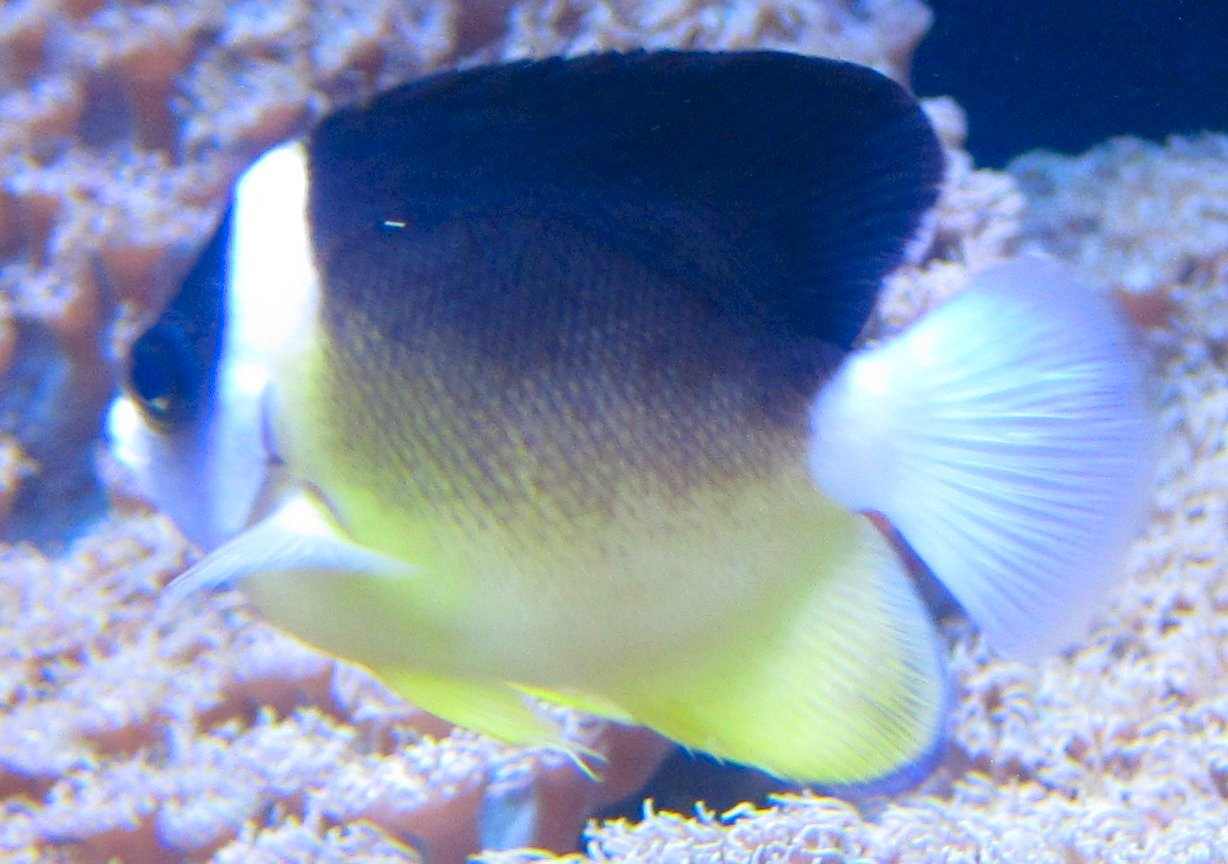
Centropyge abei
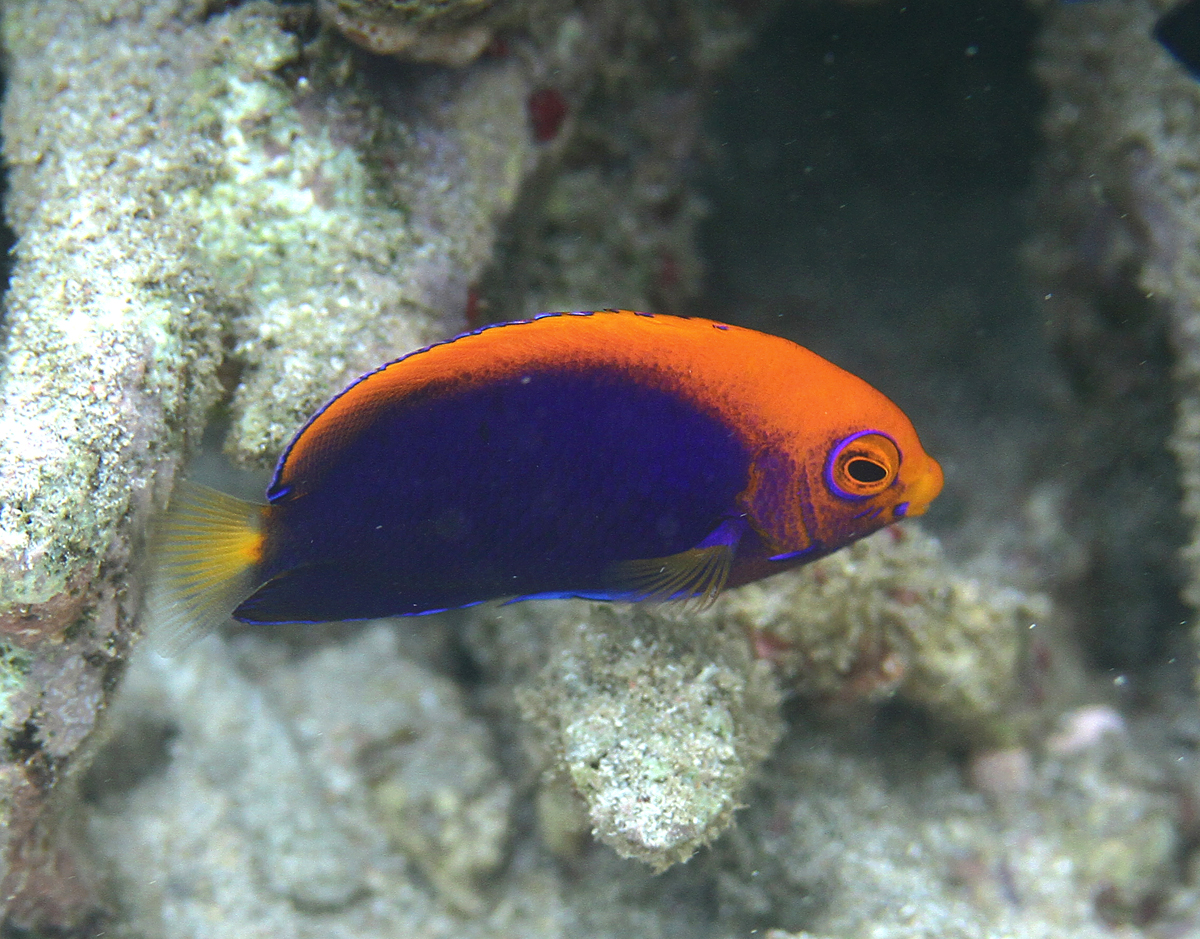
Centropyge acanthops
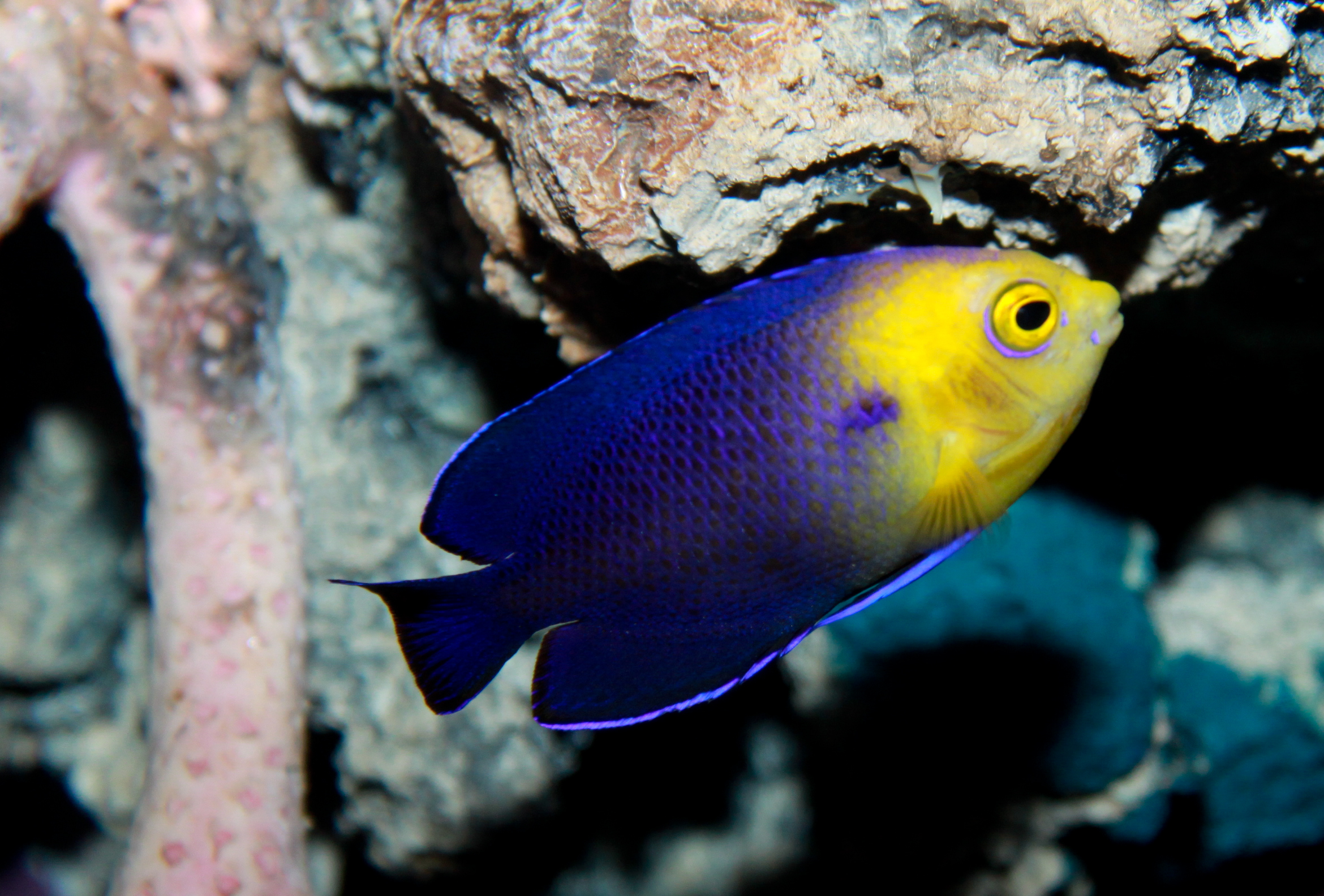
Centropyge argi
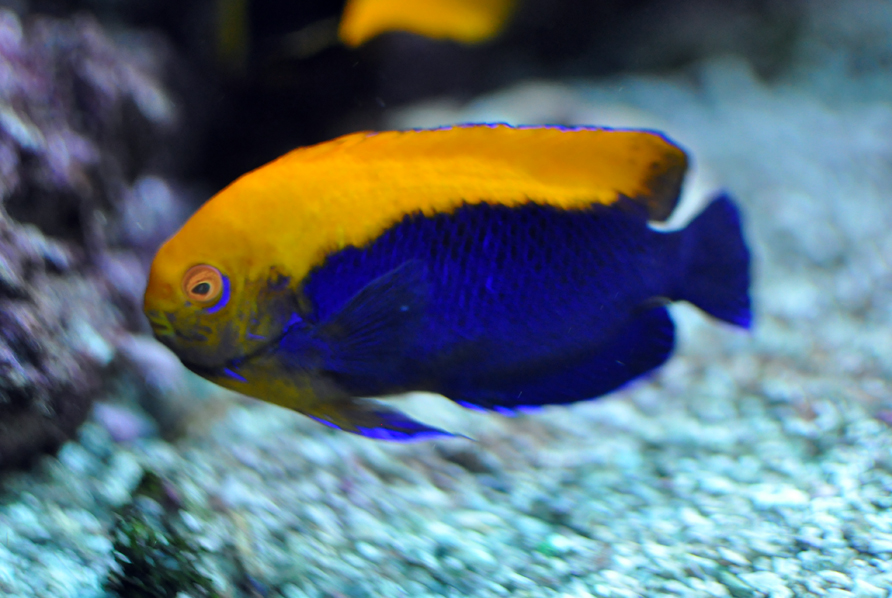
Centropyge aurantonotus
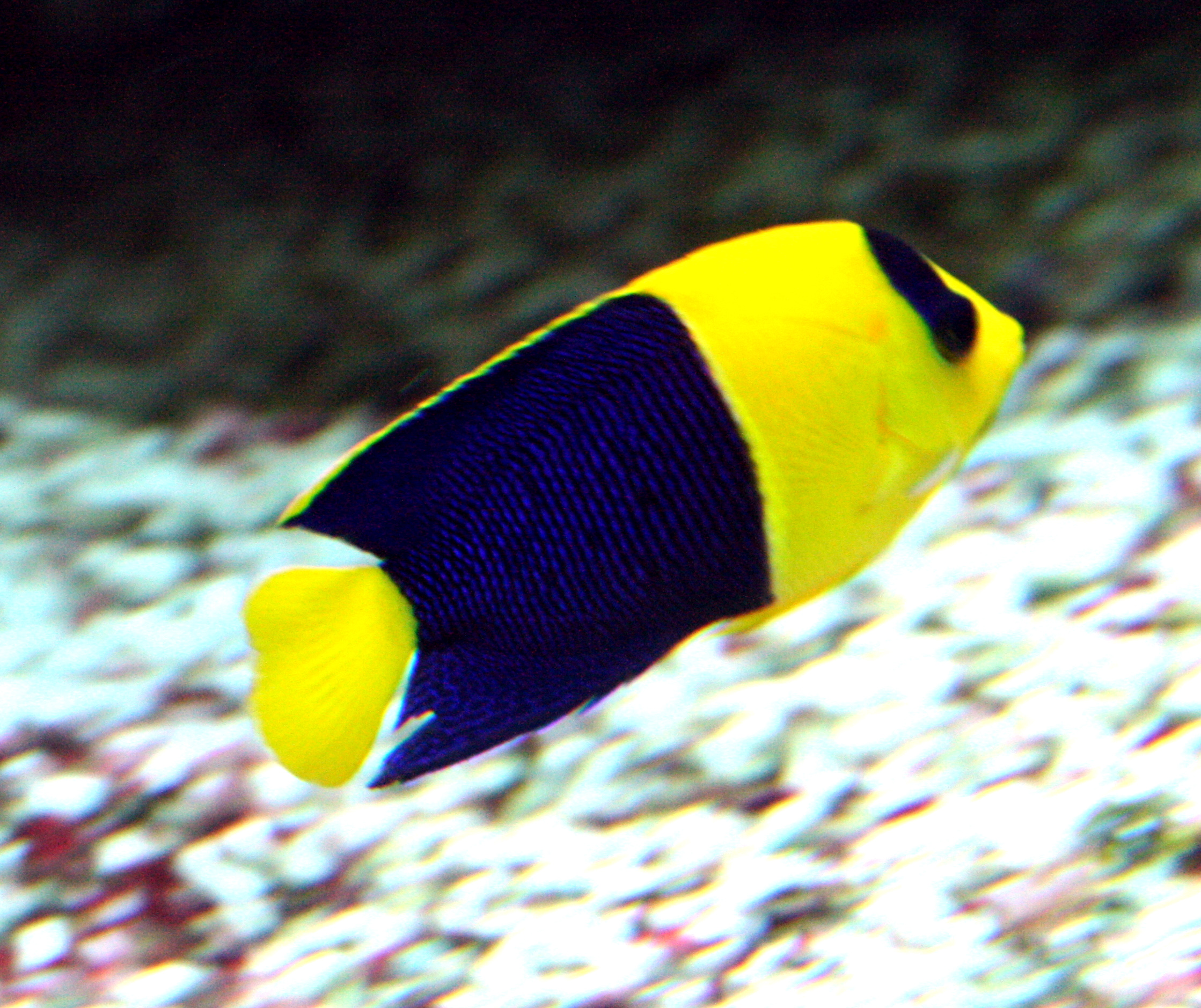
Centropyge bicolor
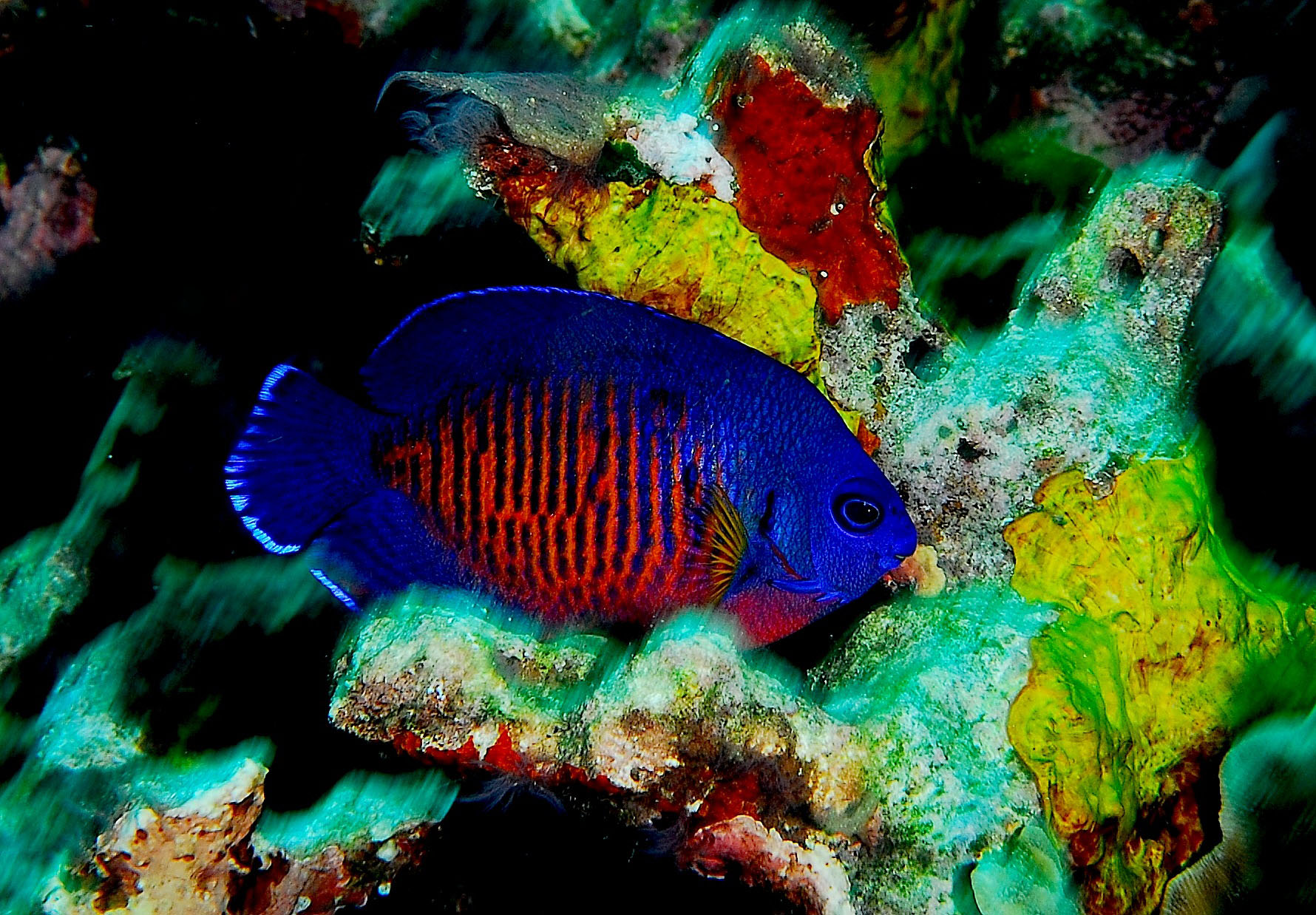
Centropyge bispinosa
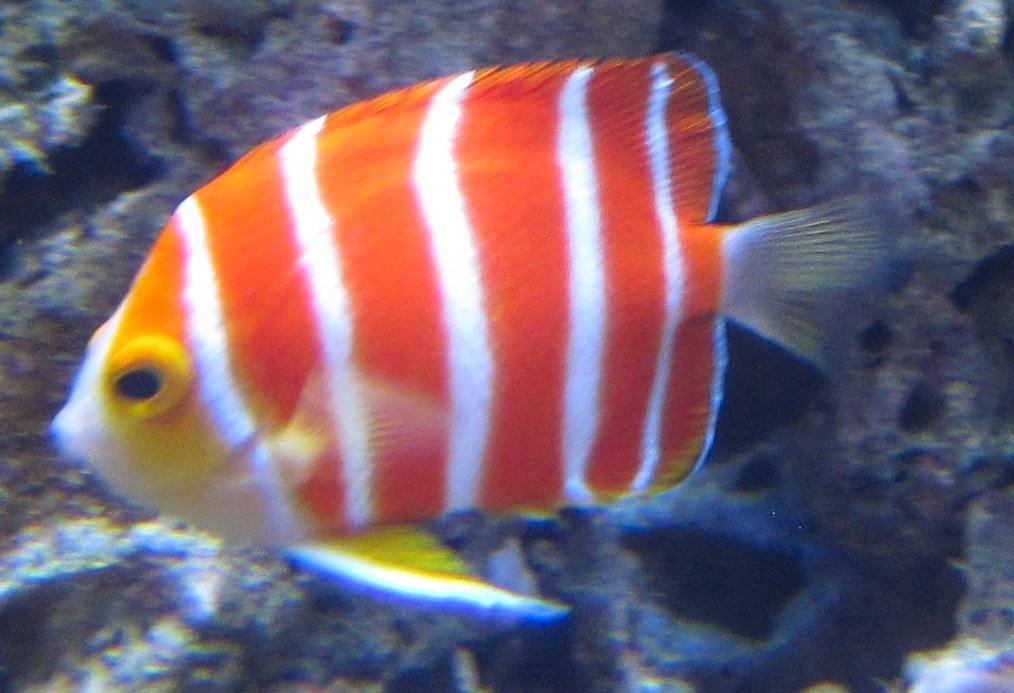
Centropyge boylei
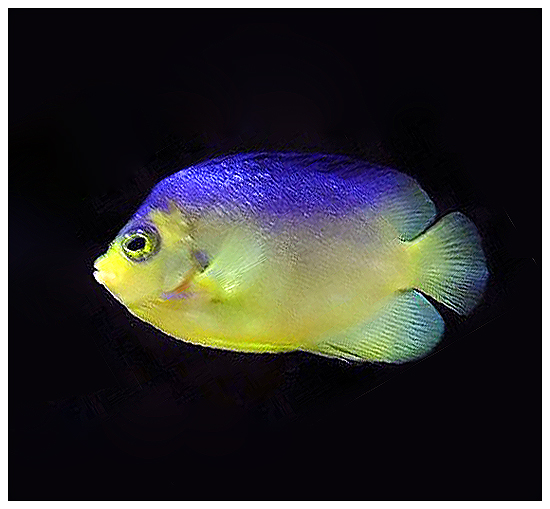
Centropyge colini
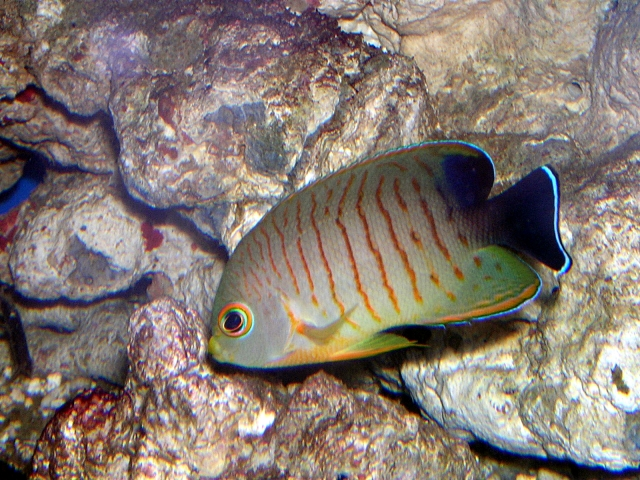
Centropyge eibli
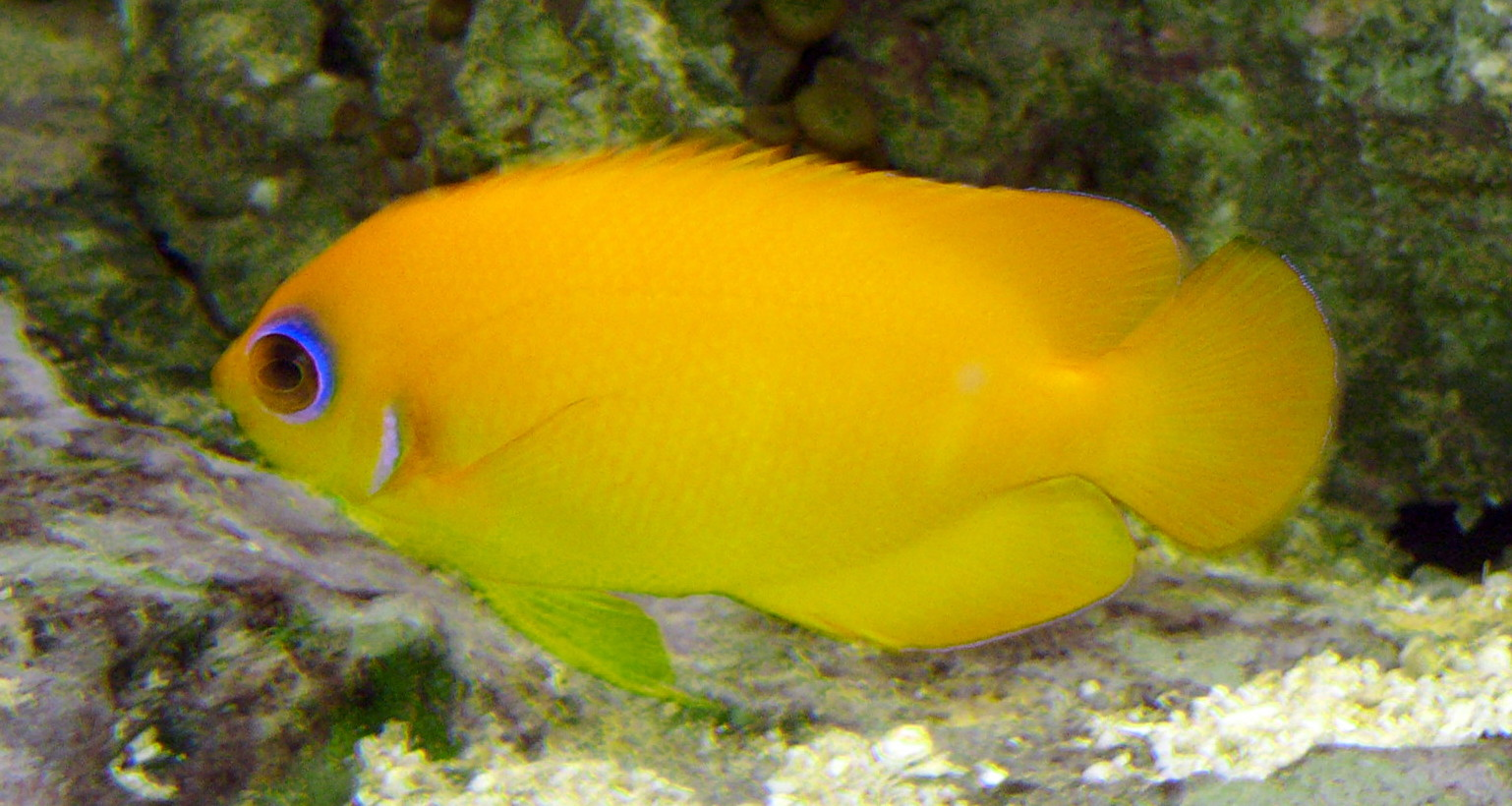
Centropyge flavissima
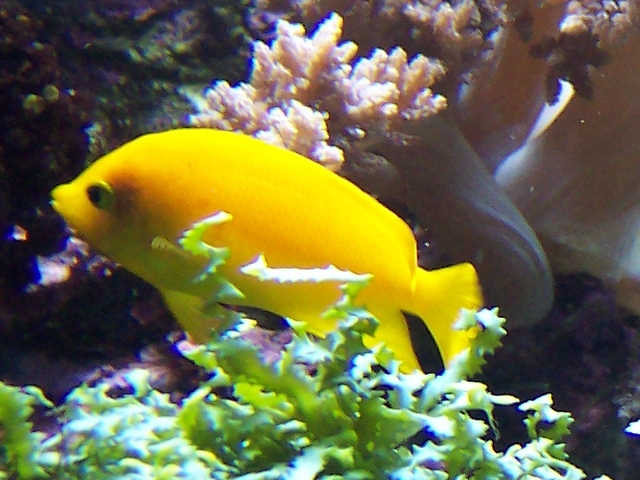
Centropyge heraldi
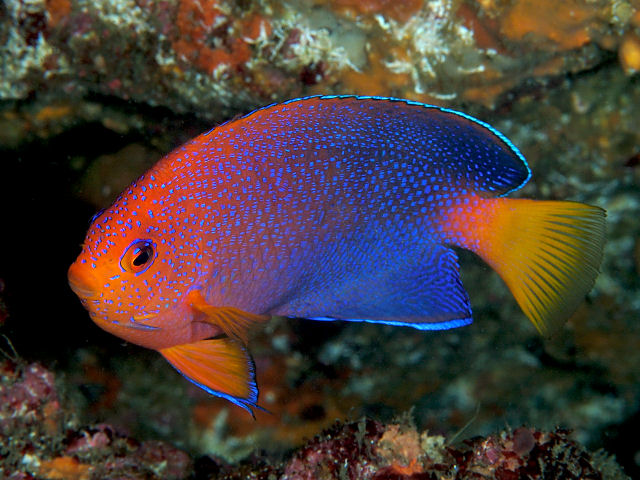
Centropyge interruptus
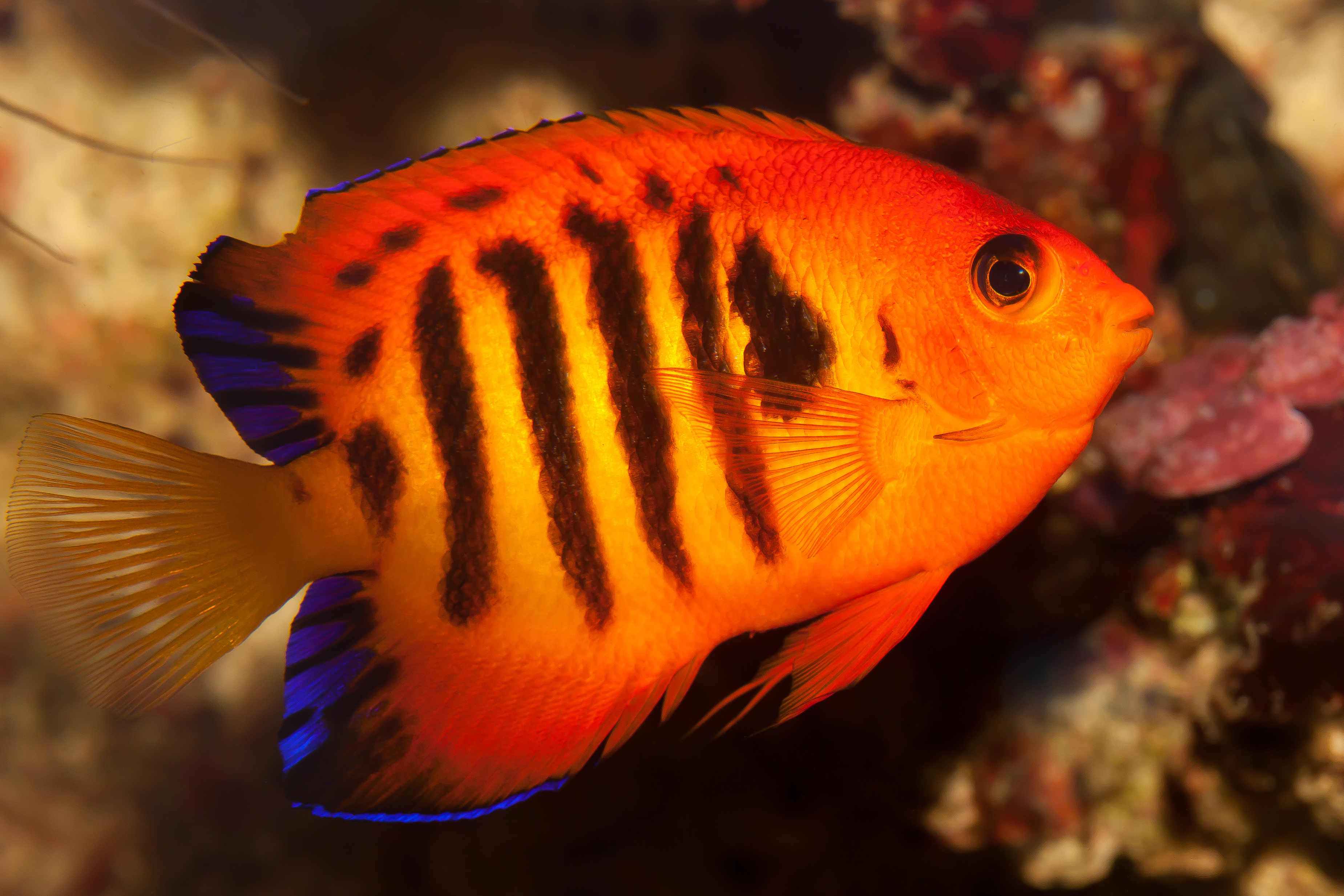
Centropyge loricula
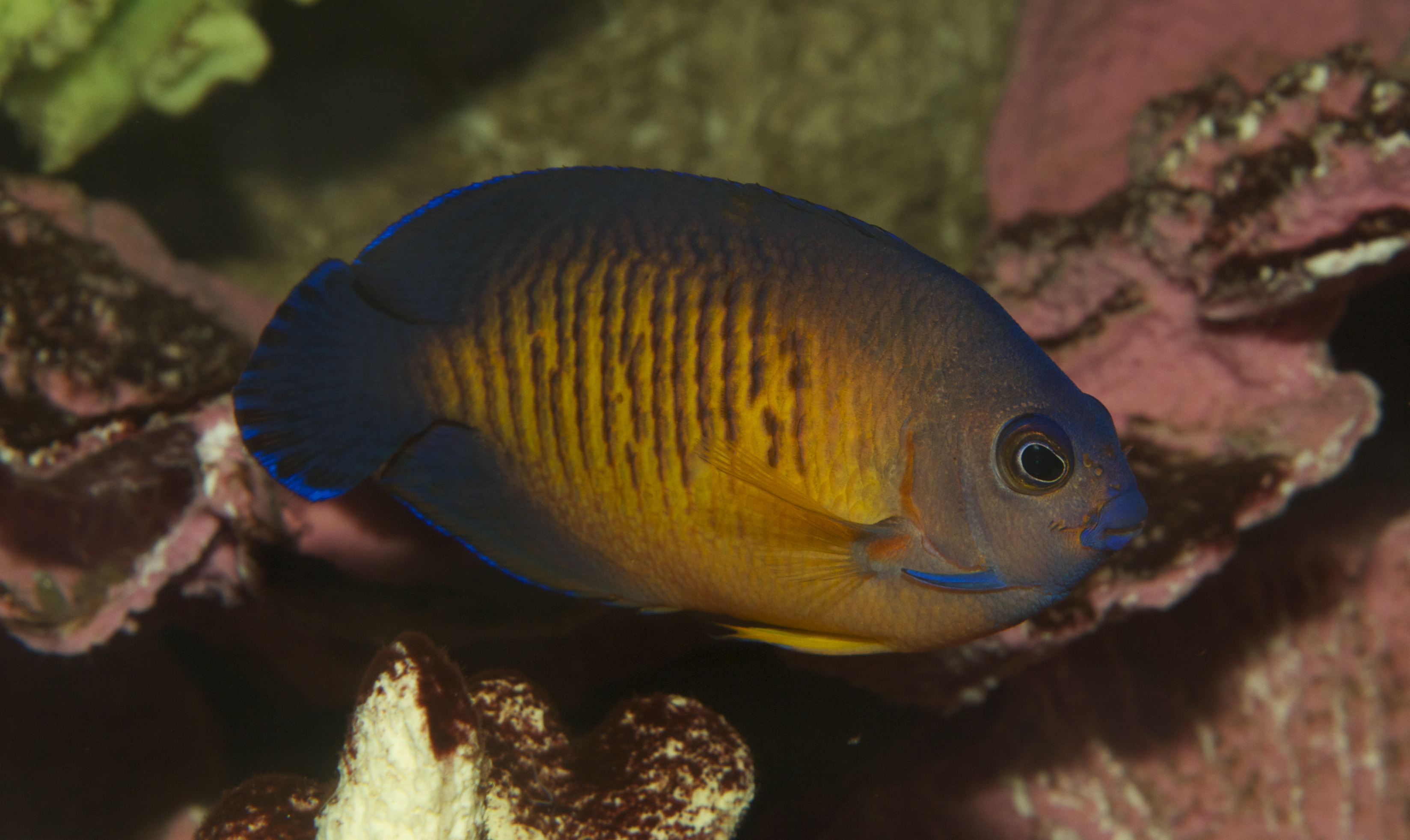
Centropyge multispinis
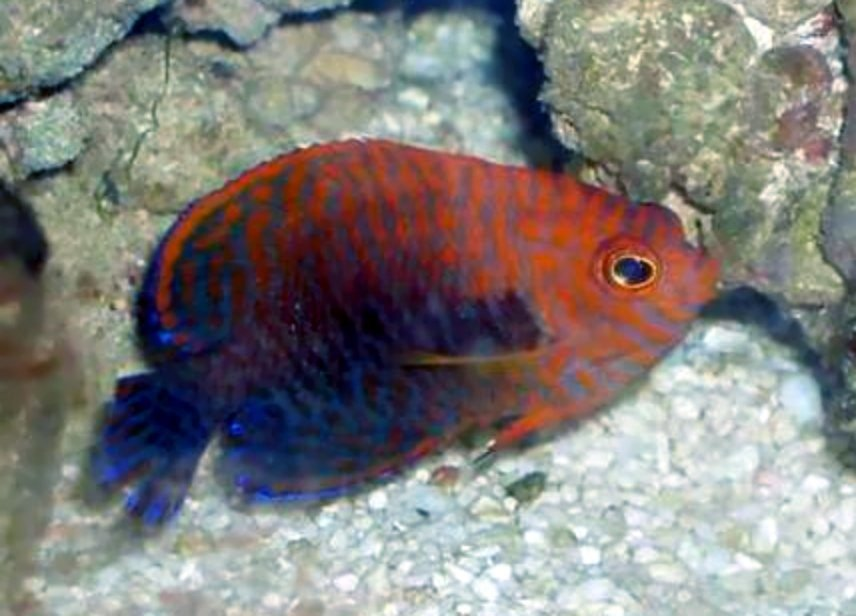
Centropyge potteri